# Cheikh Abdelkrim El Maghili
Cheikh Abdelkrim El Maghîlî ou Muhammad ibn Abd al-Karim al-Maghili (en arabe: الشيخ عبد الكريم المغيلي), né en 1425 et mort à Zaouiet Kounta en 1505, est un ouléma berbère originaire de Tlemcen, la capitale du sultanat zianide, aujourd'hui dans l'Algérie actuelle. Al-Maghili est responsable de la conversion des classes dirigeantes à l'islam parmi les peuples Haoussa, Peul et Touareg en Afrique de l'Ouest.
Al-Maghili voyage en Afrique du Nord et de l'Ouest, observant l'état de la charia et contestant le statut des dhimmis dans la région. Ses opinions radicales sur de tels sujets le mettent en conflit avec de nombreux érudits et autorités maghrébins notables de l'époque. Dans les limites de ses vues théologiques, Maghili fait progresser sa pensée politique sous la forme de conseils juridiques auprès des tribunaux des dirigeants d'Afrique de l'Ouest et continue à pratiquer son art dans l'art des sciences islamiques. 

## Biographie

### Origine et formation
Muhammad al-Maghili est né à Tlemcen vers 1440 dans une famille berbère de la tribu Maghila. À Tlemcen, il se consacre aux sciences islamiques, étudiant sous l'égide d'Al-Imam Abd al-Rahman al-Tha'alibi (1470/1), un éminent érudit de la région, et d'Abu Zakariya Yahya ibn Yadir ibn 'Atiq al-Tadalsi (1472/3), qui deviendrait le cadi de Touat,. En plus des conseils et de la correspondance avec des érudits moins connus tout au long de sa vie, Al-Maghili devient un maître du tafsir, du hadith et du fiqh, tout en mémorisant les fondamentaux du Coran,. 
Après avoir parcouru le Maghreb, observé l'état de la charia et le statut des dhimmis dans la région, Al-Maghili arrive à la cour de Fès pour débattre de ses points de vue et gagner la faveur du sultan wattasside, Abu Zakariya al-Wattasi,. Les opinions incendiaires d'Al-Maghili ne sont pas tolérées à Fès, et les juristes retournent le sultan contre Al-Maghili, le poussant à quitter le Maroc.

### Voyage à Touat
Après son renvoi de la cour de Fès et un manque de succès dans l'obtention de soutien pour son œuvre, Al-Maghili s'installe dans la ville de Tamentit (1477-8), dans la région de Touat. Tamentit, étape majeure du commerce transsaharien, est considérée comme l'une des portes d'entrée de la région soudanaise depuis l'Afrique du Nord. La communauté juive de la région avait accumulé une grande richesse grâce à ce positionnement et à la possibilité d’exercer des professions interdites aux musulmans, en raison de leur foi. Ce statut élevé et ce niveau d’influence dans la région ont permis à Al-Maghili d’attiser facilement la colère de la population appauvrie contre la communauté juive. 
Choqué par le non respect de l'institution de la dhimma et le non recouvrement de l'impôt de la djiziya, il plaide pour leur meurtre et la spoliation de leurs biens. Ses écrits incendiaires déclenchent une forte controverse avec des savants musulmans maghrébins au sujet des rapports aux dhimmis. 
Avec le soutien de son fils, Abd Al-Jabbar, Al-Maghili incite une foule à détruire la synagogue de Tamentit, le désordre qui s'ensuit voit la foule se retourner contre la population juive, entraînant le massacre et l'expulsion des juifs,. On sait qu'Al-Maghili a même mis une prime de sept mithqals d'or sur la tête de chaque Juif. Al-Maghili doit fuir la région de Touat après avoir provoqué de tels conflits civils et religieux.

### Voyage en Afrique de l'Ouest
Les conséquences des actions à Touat le forcent à se déplacer vers le sud, vers les cours des dirigeants d'Afrique de l'Ouest. Son séjour en Afrique de l'Ouest est davantage défini par des activités missionnaires et scolaires et on pense que son séjour dans la région s'étend de 1492 à 1503. Al-Maghili visite la cour du Sultanat d'Agadez où il rassemble un groupe substantiel d'adeptes, suivi par des voyages dans des villes subsahariennes importantes telles que Takedda, Kano, Katsina et enfin Gao, l'ancienne capitale de l'Empire Songhaï,.

### Kano
Al-Maghili est accueilli à la cour de Muhammad Rumfa, où il élabore des idées sur la structure d'un gouvernement, les qualités d'un dirigeant idéal et l'administration de la justice. C'est à cette époque qu'Al-Maghili fait référence à l'idée qu'il est un mujaddid , ou un rénovateur de l'islam, ce qui est considéré comme l'introduction du concept en Afrique de l'Ouest, et dans une certaine mesure, il a joué ce rôle de mujaddid en influençant les tentatives des réformateurs à Kano,. À la demande de Muhammad Rumfa, Al-Maghili écrit un traité sur l'art de gouverner, Taj al-din fi ma yajib 'ala I-muluk, traduit par « la couronne de la religion concernant les obligations des rois », destiné à être un guide pour un bon gouvernement conforme à l'Islam. Parallèlement à la rédaction du Jumla Mukhtasara (1491), traduit en « phrases résumées », qui mettait l'accent sur la prévention du crime.

### Gao

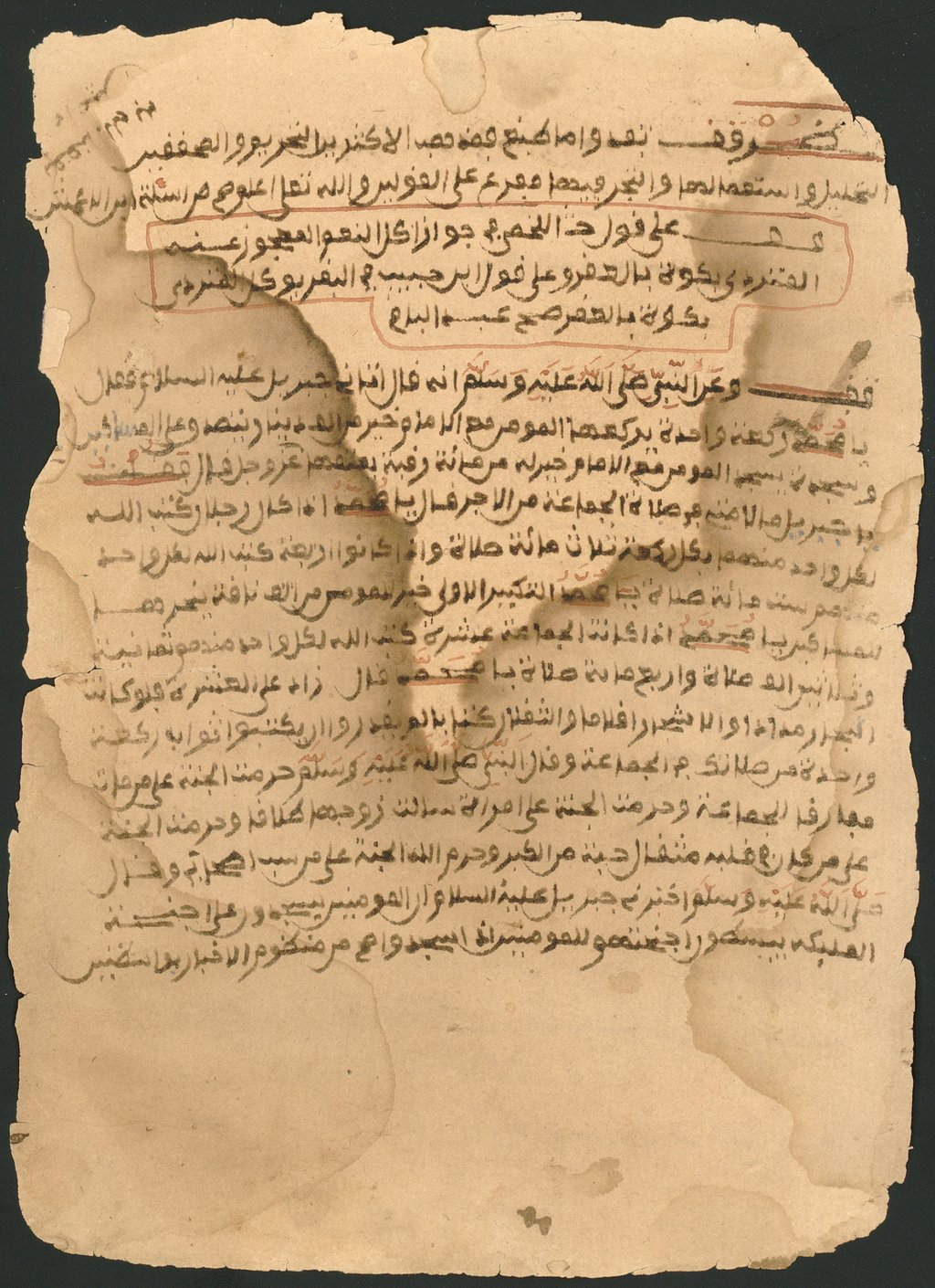
Les questions d'Askia et les réponses d'Al-Maghili

Al-Maghili arrive à la cour de Gao vers 1498, une époque charnière dans l'histoire de l'Empire Songhaï. Le souverain de l'empire, Askia Mohammad Turi, vient d'établir la dynastie des Askia en 1493 et cherche à légitimer son autorité politique et religieuse. Après le renversement de la précédente dynastie Sonni, considérée comme négligeant la loi et les pratiques islamiques, l'identité religieuse de la dynastie Askia est divisée entre les autorités de Tombouctou, de Gao, les religieux montants au sein de la dynastie Askia et Al-Maghili. Même après qu'Al-Maghili ait exprimé ses opinions, Askia Mohammad Turi conserve un degré de tolérance présent au sein de l'islam soudanais. C'est à cette époque qu'Al-Maghili écrivit les « Réponses », une série de sept questions, dont certaines comportent plusieurs parties, posées par Askia Mohammad après son retour du Hajj, et auxquelles Al-Maghili répond. Les réponses indiquent une condamnation du précédent dirigeant de la dynastie Sonni, et donc une légitimation de la dynastie Askia, ainsi qu'une critique de la foi islamique locale et de ses clercs. D'autres sujets vont de l'esclavage, du gouvernement, de la fiscalité, de l'héritage, de la relation des érudits à l'État, des cas dans lesquels le djihad pourrait être déclaré, des motifs pour lesquels on pourrait être considéré comme un mécréant,. 
Inédit pour de nombreux érudits musulmans de l'époque, Al-Maghili consolide l'idée de révolution dans l'État musulman, dans laquelle le djihad pourrait être déclaré par les musulmans pour renverser un gouvernement musulman. L'impact réel des Réponses ne s'est pas fait sentir aussi largement à Songhaï, mais tout au long de l'histoire, en période de conflits civils et religieux, où les opinions rigides d'Al-Maghili ont apporté des réponses et de la stabilité. 
Cependant, Askia Mohammad Turi considère que l'état de l'Islam dans son pays est déformé[pas clair] et est prompt à s'appuyer sur les idées d'Al-Maghili et à les écouter. Cette influence sur les questions politiques et religieuses du souverain songhaï permet à Al-Maghili de perpétrer un massacre des religieux Mafusa. Les Mafusa sont une tribu berbère qui formait la majorité de la population de la ville de Tombouctou et qui maintenait son autorité religieuse. L'influence d'Al-Maghili à Gao prend fin après avoir entendu[pas clair] parler du meurtre de son fils, Abd Al-Jabbar, aux mains des Juifs Tuati,. Il convainc Askia Mohammad Turi d'arrêter tous les Juifs Tuati de la région, mais Al-Maghili est réprimandé par le cadi de Tombouctou, Mahmud b. Umar, qui obtient la libération des Tuati. Voulant partir au plus vite vers Touat, Al-Maghili perd son rôle influent à la cour, permettant à Tombouctou de prendre sa place comme autorité religieuse dans l'Empire Songhaï pour le moment,.

### Retour à Touat et mort
Al-Maghili, qui insiste sur le massacre de tous les Tuati, s'est vu refuser le soutien militaire d'Askia Mohammad Turi. Face au rejet, Al-Maghili est retourné à Katsina et demande à nouveau au dirigeant Songhaï de le soutenir contre Touat. On ne sait pas si Al-Maghili a reçu ce soutien, mais il est rapporté qu'il est retourné à Touat à la tête d'une force considérable, assiégeant une base dans les environs de Tamentit, puis procédant au pillage des deux localités et persécutant leurs populations juives en 1503. Al-Maghili se retire dans sa zawiya à Bu Ali à Touat et décède en 1504.

## Hostilité contre lesDhimmiset les Juifs
Avant la réfutation à la cour de Fès et son installation à Touat, Al-Maghili compose de nombreux ouvrages et prêche ses vues sur le statut des dhimmis dans la région du Maghreb. Al-Maghili est un adepte de l'école de pensée malékite et il développe une perspective radicale de l'école et de ses points de vue sur la politique, la religion et la société. L’œuvre d’Al-Maghili reflète également les points de vue de la société sur les bouleversements politiques et sociaux qui se produisent dans la région. Ce bouleversement est provoqué par des événements externes et internes, tels que l'Inquisition espagnole et la Reconquista , qui ont provoqué un afflux de réfugiés, la transgression des pouvoirs chrétiens sur les terres musulmanes et la disparité croissante des richesses dans certaines régions,.
Al-Maghili croit que les musulmans et les non-musulmans doivent vivre leur vie séparément, selon une interprétation stricte de la charia. Avec l'aide de son fils, Al-Maghili travaille sans relâche contre la population juive du Maghreb, avec un dégoût particulier pour les Juifs de Touat, qui, selon lui, détruisent la société islamique de l'intérieur en s'infiltrant dans les positions d'autorité. Al-Maghili demande la destruction de toutes les synagogues construites sous l’avènement de l’Islam et l’interdiction de la construction de nouvelles. Il croit que ceux qui aident ou se lient d’amitié avec les Juifs et les non-musulmans peuvent légitimement être persécutés. Cela aboutit à un décret stipulant le droit des fidèles à assassiner les Juifs, à confisquer leurs biens et à asservir leurs femmes et leurs enfants.
Dans le cas des Juifs de Touat, Al-Maghili soutient qu'ils ont violé leur statut de dhimmis, ce qui annulle la protection et les droits dont ils bénéficient. La destruction de la synagogue de Tamentit est justifiée car, selon Al-Maghili, les dhimmis ne sont pas autorisés à pratiquer leur religion en public ni à ériger des édifices. Les Juifs, en raison de leur richesse et de leur statut, sont accusés d'être trop proches des autorités religieuses et politiques de la région, manquant ainsi de l'humiliation ou de l'abaissement total exigé des dhimmis sous la domination musulmane. Leur manque de cérémonie publique et leur soumission intempestive de la jizya sont également perçus comme un affront à la domination musulmane. Al-Maghili a également cité des règles moins courantes, telles que la tenue vestimentaire et l'étiquette des dhimmis, comme étant un besoin d'assujettissement supplémentaire.

## Postérité
Bien qu'il n'ait pas apporté de changement radical, Maghili a joué un grand rôle dans l'islamisation de l'Afrique de l'Ouest. Ses écrits ont été copiés, étudiés et mis en œuvre en Afrique de l'Ouest depuis leur conception, faisant de lui l'une des figures les plus influentes dans le développement de l'Islam dans la région.
Les opinions de Maghili entraînent la persécution de la communauté juive de Touat et la destruction de la synagogue principale de Tamantit. Cela se produit sur fond de rhétorique anti-dhimmi de Maghili et de la position instable des dhimmis dans la région,.
La plupart des informations sur la vie d'Al-Maghili peuvent être collectées à partir de deux sources, celle d'Abu Abdallah ibn Askar (en), Dawhat al-Nashir li-Mahasin man kana min al-Maghrib min Ahl al-Karn al-ashir, et celle d'Ahmad Baba al-Tinbukti, Nayl al-Ibtihaj bi-tatriz al-Dibaz. Les manuscrits originaux de son œuvre sont disponibles auprès de la Bibliothèque numérique mondiale des Nations Unies.
La génération de savants jihadistes du XIXe siècle va en faire une référence incontournable. L'imposition d'un droit à l'insurrection et au renversement des souverains musulmans injustes et au tyrannicides par El Maghili va ainsi être convoqué par Uthman dan Fodio, Mohammed Bello ou Amadu Amadu.